# Veracruz
Veracruz (nome completo e oficial: Veracruz de Ignacio de la Llave) é um dos 31 estados do México, limitando-se com os estados mexicanos de Tamaulipas a norte, Oaxaca e Chiapas a sul, Tabasco a sudeste, Puebla, Hidalgo e San Luis Potosi a oeste, e o golfo do México a leste. O Estado foi nomeado em homenagem ao general Ignacio de la Llave.
O estado de Veracruz está subdividido em 212 municípios.

## História

### Período pré-hispânico

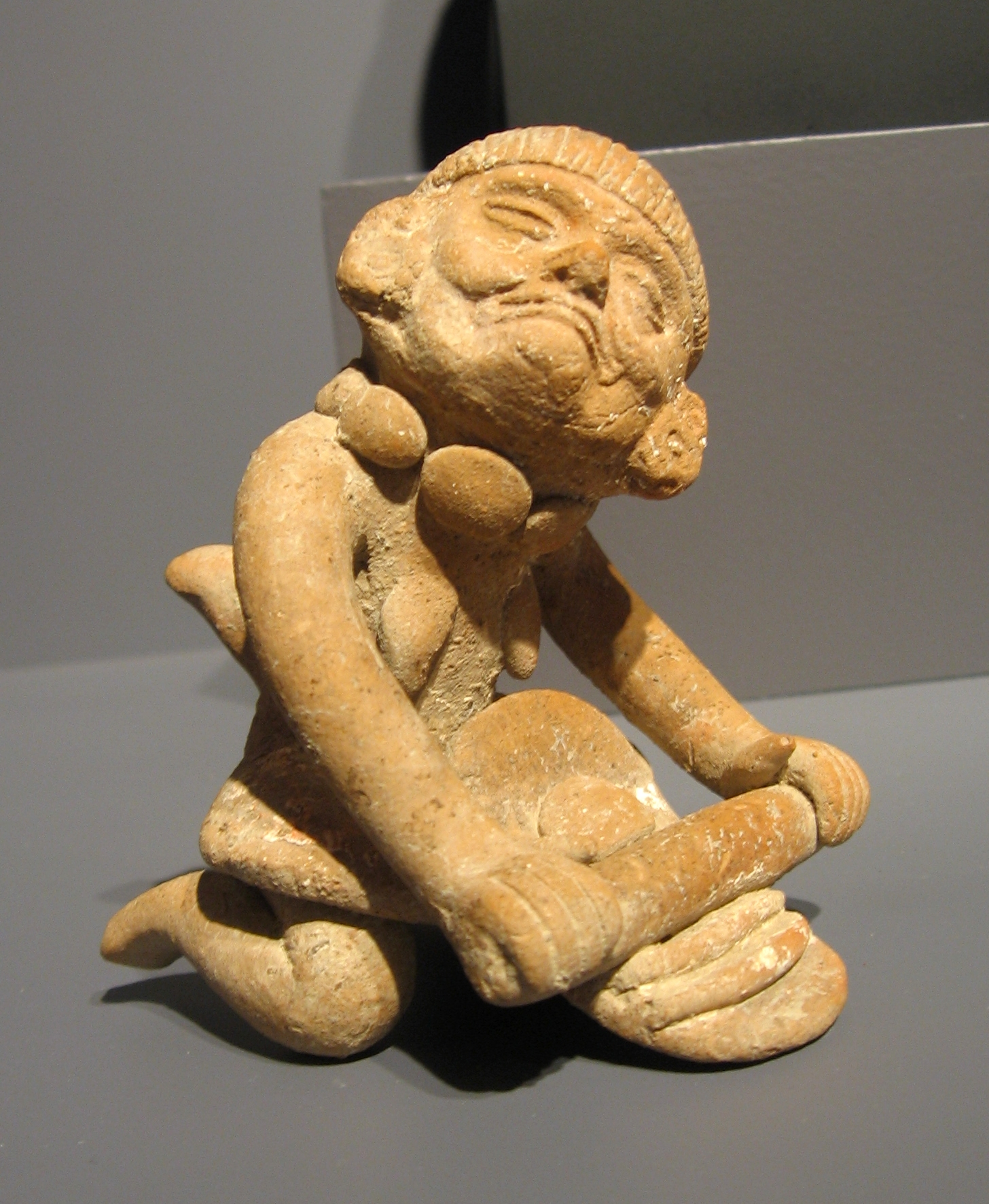
Escultura de barro do período clássico 700-900 a. C da Mesoamérica

Três culturas nativas habitavam o território do atual estado de Veracruz, as antigas civilizações da Mesoamérica: os Huastecas, os Totonacas e os Olmecas, que segundo alguns pesquisadores, eram vastas as comunidade de povos étnicos e culturalmente afins. A área ocupada pelos Huastecas se estendia do sul de Tamaulipas, parte de San Luis Potosí, Querétaro, Puebla e Hidalgo e sul do rio Cazones. Os restos mais antigos desta cultura foram encontrados na área do rio Pánuco.
Os huastecas foram um dos povos que menos se desenvolveram no estado, por causa das constantes invasões que sofrem pelos bárbaros do norte, que invadiam a região em busca de comida, por isso há poucos traços de seus edifícios cerimoniais como Castillo de Teayo, que alguns identificam sendo dos totonacas, fica localizado 38 km ao norte de Poza Rica.

Sítios arqueológicos de Veracruz no período clássico.

Os totonacas por sua vez, se desenvolveram na parte central de Veracruz, e no período clássico tardio chegavam a ocupar áreas ao sul da bacia do rio Papaloapan, a oeste com os municípios de Acatlán, Oax, Chalchicomula, Sierra Poblana, Perote Vale, e as montanhas de Puebla e Papantla, e a planícies do rio Cazones. O destaque da cultura totonaca foi alcançado durante final do período clássico, quando eles construíram centros cerimoniais como El Tajin, Yohualichan, Nepatecuhtlán, Las Higueras, Nopiloa e Zapotal. São admiráveis os progressos e perfeição das formas feitas no desenvolvimento de jugos, palmas, machados, rostos sorridentes e as esculturas monumentais de barro. Aparentemente, os totonacas  faziam parte do império de Tula e a partir do ano 1450, eles foram conquistados pelos Nahuatl da Tríplice Aliança.
Os olmecas entretanto, estavam no Golfo do México sul do estado, Pánuco e Tabasco. Seu nome significa, dizem os acadêmicos, "os habitantes do país de borracha". Os olmecas Xicalancas se estabeleceram em que parte de Tehuantepec, no estado de Chiapas, e costa do Pacífico, seu nome significa "olmeca onde as culturas são cabeças". Os olmecas são um grupo étnico que criou a primeira comunidade conhecida no México no período pré-clássico do século V a.C, por isso é chamado de "Cultura Mãe". Sua atividade mais antiga é a agricultura sedentária está localizada em Tres Zapotes que por 1200 anos d.C coincide com outro  culturalmente importante centro olmeca de La Venta, em Tabasco. A área de influência olmeca se estendeu além fronteiras que cobrem grande parte da América Central, exceto para o norte de Yucatán e o Golfo do México. Suas principais esculturas são cabeças monumentais e colossais, altares, o lutador, e o Senhor de las Limas, entre outros.

### Período Colonial
Os conquistadores espanhóis chegaram no território que hoje é o estado de Veracruz, arrebatando os aztecas, após conquistar a Península de Yucatán, dominando os povos indígenas veracruzanos, e criando seus próprios domínios. As primeiras incursões espanholas em território veracruzano, foram capitaneadas por Juan de Grijalva, Alonso de Ávila, Pedro de Alvarado e Francisco de Montejo.
A a conquista do México, foi iniciada com a expedição mando de Hernán Cortés, que desembarcou em 22 de abril em San Juan de Ulúa, nome posto por Juan de Grijalva, a essa ilha quando tomou posse do local 24 de junho e Ulúa por ter escutado um nativo contestar "olúa". No entanto Hernán Cortés se afirmava mas com a ideia de se converter em comerciante de ouro, do que em um poderoso conquistador. O caso é que ao se ver com o Velásquez, para isso seria a vantagem, assim que pretendeu fundar uma cidade, o que daria a liderança militar, à prefeitura e estabeleceu o domínio real, desaparecendo o governador de Cuba.

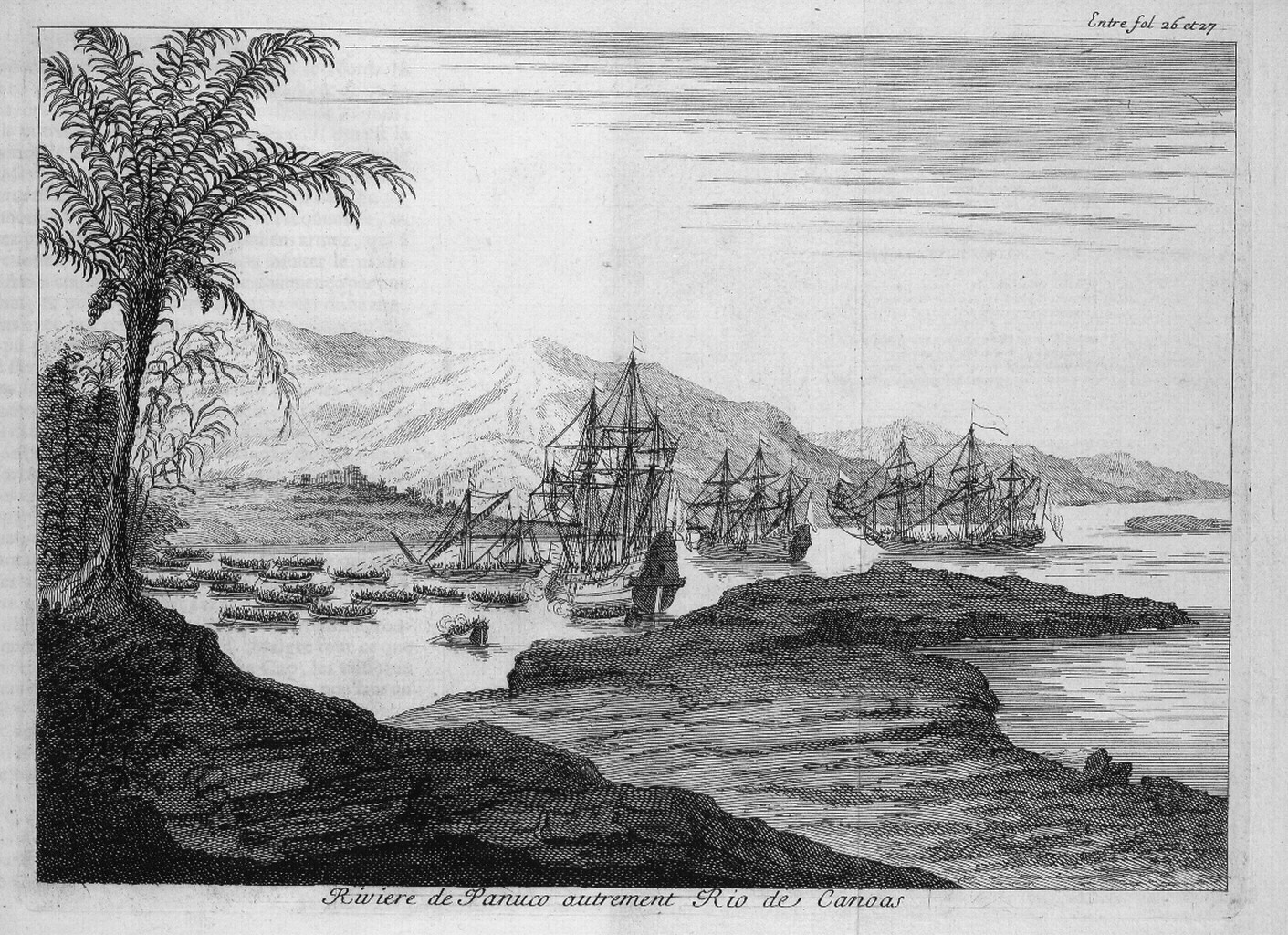
As embarcações espanholas atacadas pelos nativos huastecos no rio Pánuco, gravura de Van Beecq.

Assim foi fundada em 22 de abril de 1519, o primeiro Conselho Municipal Continental das Américas, a "Villa Rica de la Vera Cruz", que Hernán Cortés poderia receber um novo investimento, cancelando a nomeação de Velásquez, e é assim que o conselho em nome do Rei, o nomeou capitão do Exército e Chefe de Justiça, para atestar a estes fatos, surge a primeira declaração do continente americano, tudo isso aconteceu em Quiahuixtlán, as terras do totonacas nas margens do rio  Huitzilapan chamado pelos espanhóis como "rio das canoas", agora Antigua. Antes disso em agosto de 1519, Cortés começou sua marcha para a conquista Tenochtitlán.
A Villa Rica de la Vera Cruz foi o principal centro comercial na costa do Golfo, e as mercadorias que saiam e entravam no país eram supervisionadas no Porto de Veracruz; com o tempo este porto se consolidou como o mais importante da colônia; isso foi motivo para incluir nas suas ordenanças de 20 de março de 1524, o contorno dessas estradas que permitiu a comunicação e o surgimento de escritório viril da mula, como o sistema de transporte apenas nas terras conquistadas.
Os colonos espanhóis que se instalaram em Veracruz eram muito poucos, como a maioria preferiu o clima ameno do planalto central, a população indígena, por sua vez diminuiu substancialmente durante o período colonial atingindo seu nível mais baixo no século XVII por causa da praga, varíola e trabalho forçado. A congregação de pessoas evangelizando começou em 1546 levando a uma série de disputas de terras entre colonos e eclesiásticos. Veracruz se tornou uma ligação entre a Espanha e suas demais colônias americanas. A partir da localidade foram enviados para a Europa: metais preciosos, perus, milho, abacate, feijão, sisal e algodão entre outros produtos, vieram trigo, arroz, etc, bem como animais de estimação, fogos de artifício, têxteis, vinhos múltiplos bens e, posteriormente foram distribuídos pelo território da Nova Espanha.

Por decreto de 4 de julho de 1523, Carlos V concedeu um brasão a Veracruz. Desde o século XVI, o porto sofreu vários ataques de piratas em busca de fortuna espanhol como John Hawkins e Francis Drake em 1568, Laurent Graff, Cornélio Jol e Van Horn em 1683, que literalmente foi demitido sem encontrar muita resistência. A maior parte da província originalmente pertencia ao bispado de Tlaxcala, mas mais tarde em 1527, o território Huasteca se tornou parte da Diocese do México, e em 1535 a parte sul de Oaxaca.

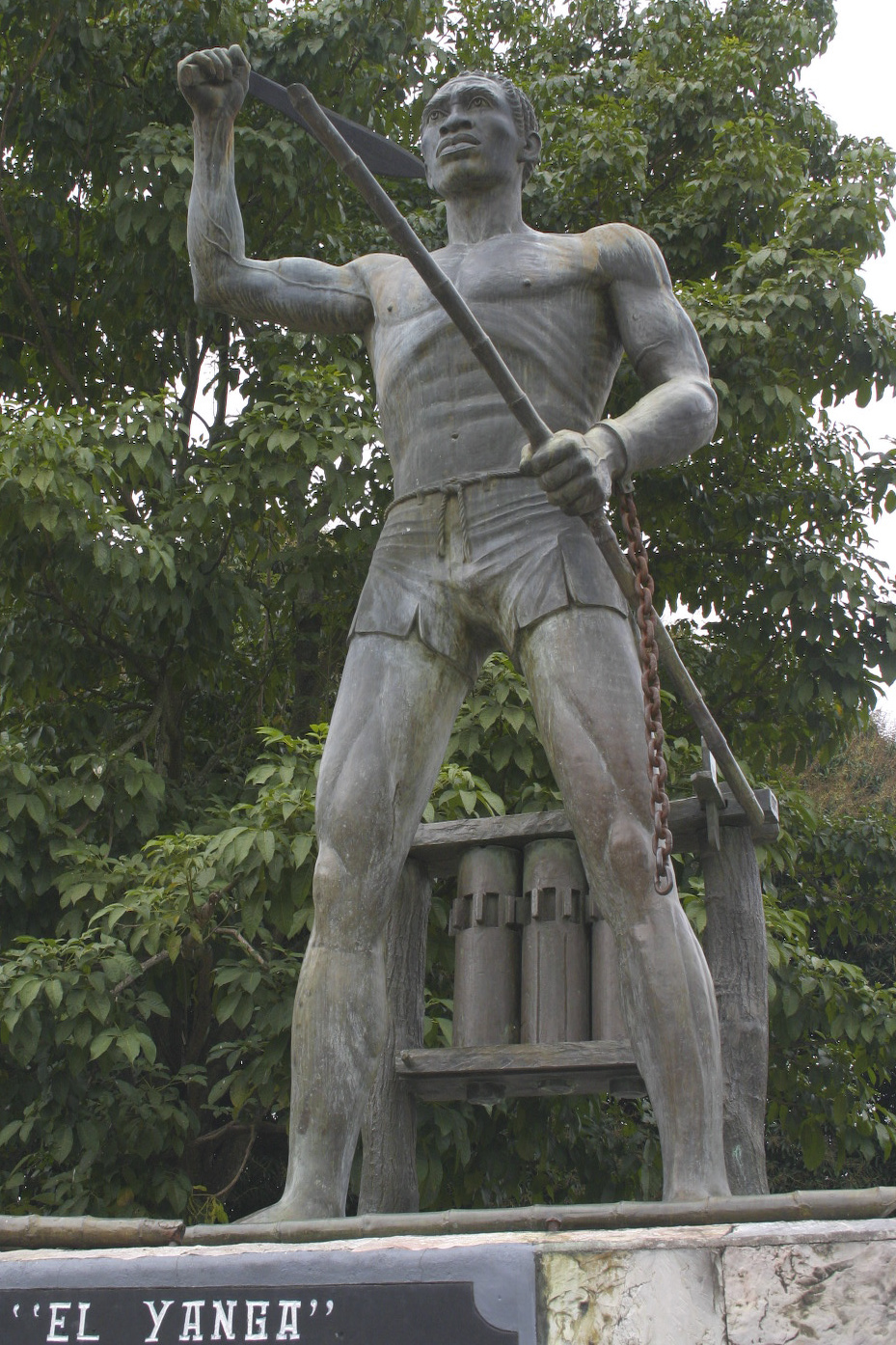
Estátua de Gaspar Yanga, um dos primeiros que lutou pela libertação dos escravos na América.

A consolidação da colônia sob o domínio espanhol, dizimou a população indígena com o grau de ser quase eliminado, causando complicações na produção de aparelhos dos administradores, que optaram por usar escravos como operários na obra, que favoreceu a ascensão do território, com a chegada dos mesmo. Uma vez que os escravos negros do século XVI, começaram a ser um problema sério para o governo, com muitos escaparam das fazendas e engenhos de açúcar. No final do século foram realizados ataques contra os quilombolas entre as cidades de Alvarado e Coatzacoalcos, mas em 1606 houve um surto de rebelião nas áreas de Villa Rica, Veracruz e Antón Lizardo e na bacia do rio Branco, embora a maior rebelião foi na região de Orizaba, onde cerca de 500 negros fugiram.
Em 1609, um escravo chamado Gaspar Yanga, encabeçou uma insurreição que foi combatida pelos espanhóis, o líder negro perdeu a batalha, continuando a luta o que obrigou o governo a firmar um pacto de anistia, por meio deste, os escravos conseguiram sua liberdade, e o direito de fundar o povoado de San Lorenzo de Zerral, hoje município de Yanga. Neste território veracruzano se deu pela primeira vez a abolição da escravatura o continente americano. Da mesma forma, a instabilidade econômica e social havia aumentado e, portanto os assaltos as cidades e também, o que levou à fundação da cidade de Córdoba em 1618, para fornecer proteção para os moradores e viajantes que passam pelo caminho rumo a Cidade do México para Orizaba e Veracruz.
Assim começou ancorado no período colonial, implantada há 300 anos e estrutura, a política territorial que persiste mesmo após a independência, durante este tempo, o estado manteve uma organização territorial respeitando os domínios indígenas, correspondente ao que são agora as cidades de Tuxpan, Chicontepec e do estado de Puebla território ao norte de Veracruz, esta organização foi mantida até a Independência do México. Não foi até 1853 quando Don Antonio López de Santa Anna Presidente do México, que decretou a anexação dos distritos de Tuxpan e Chicontepec ao estado de Veracruz, que foi formado o território de Veracruz, na medida em que ocupa atualmente.

### Independência
Com a eclosão da revolta, em 1810, na região apareceram pequenos partidos revolucionários. Um dos primeiros jovens foram Evaristo Molina e Cayetano Pérez, prontamente capturados e fuzilados. A insurgência cresceu ao longo do tempo, senhores da guerra notáveis lutaram pela independência nas terras de Veracruz: José María Morelos y Pavón combateu em Monte Grande, El Ingenio, Acutzingo e na Serra del Borrego até tomar Orizaba em 29 de outubro de 1812, ações na que participaram os irmãos Juan José Galeana e Hermenegildo Galeana, Vicente Guerrero; Nicolás Bravo que lutou em Alvarado, Puente Nacional, Coscomatepec agora Coscomatepec de Bravo, Córdoba e Palmar 1812 e 1813; o heróico padre a Mariano Matamoros, nos limites de Veracruz com Puebla em 1812; Manuel de Mier y Terán em Huatusco e Playa Vicente 1812 e 1813; Ignacio López Rayón em Omealca 1814; Barcena que combateu em Córdoba em 1812 e Guadalupe Victoria em Puente Nacional, Nautla, Huatusco, Naolinco agora Naolinco de Victoria de 1812 até 1821.
O até então Tenente-Coronel Antonio López de Santa Anna, com seu batalhão de "camponeses" foi expulso de Veracruz com os insurgentes de Orizaba, mas a 29 de março de 1821 foi subordinado ao comandante José Joaquín de Herrera, atuando pelo Exército Trigarante, e pela luta em maio com Francisco Hevia que combatia em Córdoba, onde morreu de ataque este chefe realista. O último vice-rei Juan O'Donojú chegou ao porto de Veracruz em 30 de julho de 1821, e assinou o Tratado de Córdoba com Agustín de Iturbide em 23 e 24 de Agosto seguinte, que proclamou a independência do México tornar-se livre e soberana a nação.

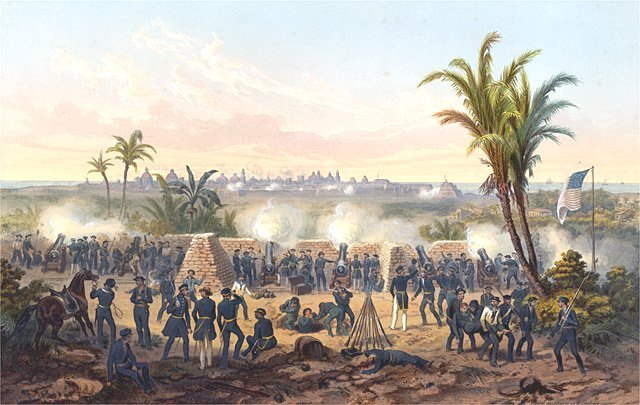
Batalha de Veracruz durante a Guerra Mexicano-Americana.

Após a Independência, Veracruz desapareceu como intendente, que governou a última divisão política na Nova Espanha desde 1787 e foi construído a ata Livre e Soberana da Constituição Federal de 1824 Promulgada sua constituição em 3 de julho de 1825, mesmo ano em que ele entregou a fortaleza de San Juan de Ulúa, última fortaleza espanhola no México. Em 27 de junho de 1829, o espanhol Isidro Barradas desembarca em Tampico na frente de 3000, a fim de reconquistar a terra de Anahuac para à coroa espanhola, mas foi derrotado, Mier Santa Anna e Teran, capturado em Pueblo Viejo, Tamaulipas após 11 de setembro.
Após o conflito sobre a separação do Texas, os Estados Unidos declararam guerra ao México, e ordenou o bloqueio do porto de Veracruz. Após o intenso bombardeio, as tropas invasoras, sob o comando de Winfield Scott ocuparam em 29 de março de 1847, permanecendo no poder até 30 de julho de 1848, quando pelo Tratado de Guadalupe Hidalgo de 22 de fevereiro daquele ano, o governo do México teve de ceder mais de metade do território nacional para os Estados Unidos pela retirada militar.
Durante a sangrenta Guerra da Reforma, Benito Juárez instalou o governo liberal no porto de Veracruz, desde 4 de maio de 1858 até o final de dezembro de 1859, onde promulgou as Leis de Reforma em 1859. Em 28 de maio de 1864, Maximiliano do México chegou para reforçar a monarquia no México, forçando o governo "Juarenista" a viajar pelo interior. A República é restaurada com o triunfo das armas republicanas em Querétaro em junho de 1867. Durante a ditadura de Porfírio Diaz, os trabalhadores se organizaram em algumas fábricas paradas de Orizaba, vários para exigir melhores condições de trabalho e econômicas de 1896 à 1898, mas no final de 1906, os trabalhadores têxteis da região orizabenha com os dos estados de Puebla e Tlaxcala, foram agrupadas no Grande Círculo de Trabalhadores Livres que declararam guerra em dezembro, arbitrando a disputa que o general Diaz decidiu em favor da indústria. Os trabalhadores irritados marcharam em protesto para Rio Blanco, recusando-se a voltar ao trabalho e destruindo a tecidos da empresa, forças policiais e militares brutalmente os reprimiram, sacrificando muitos, incluindo mulheres e crianças, ferindo outros e espalhando ordens aos sobreviventes da matança.

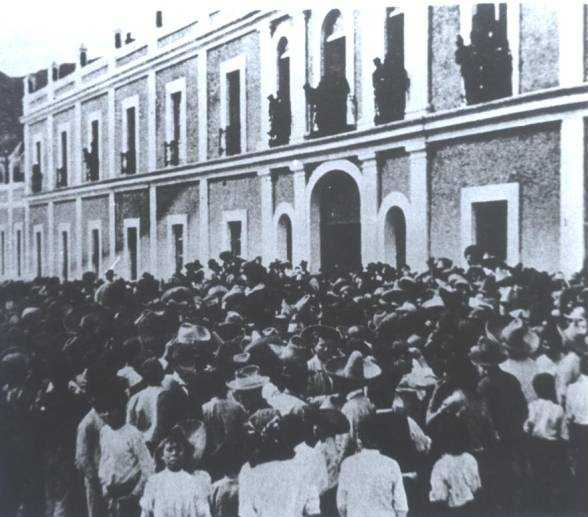
Trabalhadores protestando em frente a Fábrica de tecidos de Río Blanco, Veracruz em 1907.

Este foi um dos eventos que apressaram o grande surto revolucionário de 1910, e encontrou muitos adeptos em Orizaba, Nogales, Rio Blanco e Macho del Paso. Seis meses depois, Xalapa e outras grandes cidades estavam nas mãos dos revolucionários, e em 31 de maio de 1911, Diaz foi para Paris, embarcando em navio Ipiranga. A última ocupação estrangeira no porto de Veracruz ocorreu em 21 de abril de 1914, pela frota norte-americana, sob o pretexto de que o incidente envolvendo a detenção de sete marinheiros e um oficial da Dolphin, que desembarcou em Tampico no mês de setembro anterior. Depois de uma heróica resistência popular e os cadetes da Escola Naval de Veracruz, onde Virgilio Uribe e José Azueta morre. Os fuzileiros tomaram posse da praça em 23 de novembro de 1914, quando o governo de Victoriano Huerta tinha caído e constitucionalismo triunfou.
A cidade portuária também sediou o governo constitucional de Venustiano Carranza, e declarada a capital do México em 3 de dezembro de 1914. No estado foi promulgada em 6 de janeiro de 1915 a lei da reforma agrária de longo alcance as terras mexicanas. Também em territórios de Veracruz foram gerados lutas contínuas dos trabalhadores, para conseguir melhores condições de trabalho. Muito importante foi a participação dos sindicatos da extração do petróleo em Veracruz que fizeram valer os seus direitos a empresas estrangeiras, os conflitos que finalmente determinaram a exploração de petróleo foi declarada pelo presidente Lázaro Cárdenas em 18 de março de 1938.

## Geografia

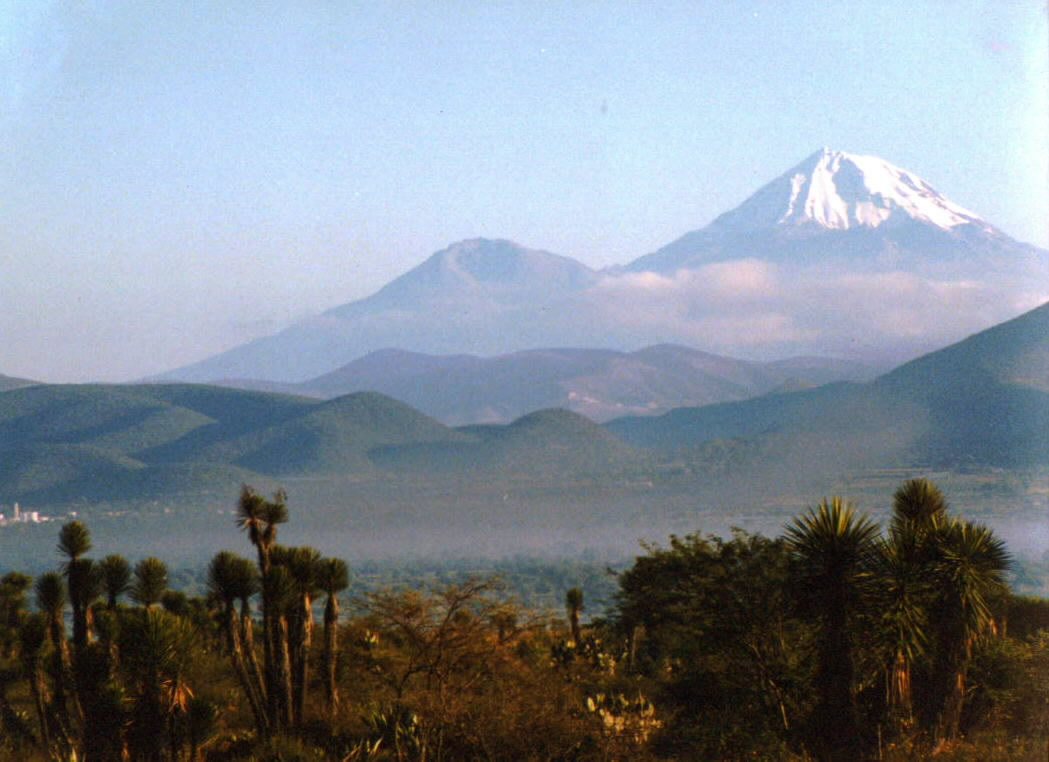
Vista panorâmica do Pico de Orizaba.

O estado de Veracruz se encontra localizado entre a Sierra Madre Oriental e o Golfo de México, possui uma superfície de 72,410.05 kmª, cifra que representa 0.32% do total do território da República Mexicana. Assim como 684 km de costas baixas e arenosas com praias estreitas com barreiras e dunas, lagoas e docas.
Cifras que representam 3.7% do território do país, e o décimo lugar entre os estados da República Mexicana.

### Geologia
Seu solo é do tipo gleissolo, que se caracteriza por estar localizada em terras onde a água se acumula e fica estagnada, com tons azulados, esverdeados ou acinzentados por secagem, possuem pequenas manchas vermelhas e são suscetíveis à erosão. Um total de 35,53% do território estadual é dedicado à agricultura, 61,83% das terras são sujeita a inundações, e são usados exclusivamente para criação de animais, 2,04% são destinados para habitação e 0,60% são estradas de terra e asfalto.

### Topografia
É uma estreita faixa de terra que se estende de norte a sul (212 kmª no seu largo, 36 kmª em seu estreitos e 780 kmª de comprimento), terreno irregular, quebrado e rochoso, entre a Sierra Madre Oriente e do Golfo do México. Parte da eixo Neovulcânico através do seu território e culmina no Pico de Orizaba, a 5.747 metros de altitude. A altitude mais notável é o alto do Pico de Orizaba ou Citlaltépetl a 5.700 metros de altitude, e seu cume está coberto de neve perpétua. O Cofre de Perote ou Nauhcampatétl fica a 4.282 metros de altitude, seu cume fica coberto de neve apenas no inverno.

### Hidrografia

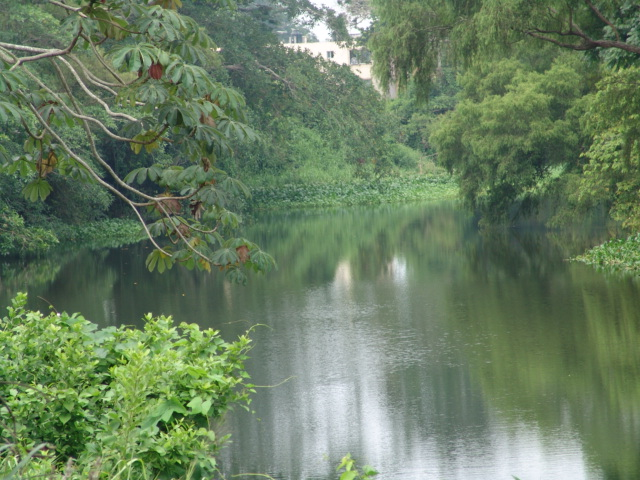
Rio Jamapa.

Todos os rios que a regam o estado de Veracruz, nascem nas encostas da Sierra Madre Oriental, exatamente no planalto central de oeste para leste, desaguando no Golfo do México, o mais importante de norte para sul. Os principais rios caudalosos do estado, são: rio Pánuco, rio Tuxpan, rio Papaloapan, rio Juan Michapan, rio Coatzacoalcos, rio Cazones, rio Tecolutla, Nautla, rio Actopan, rio La Antigua, rio Jamapa, rio Pueblo Viejo, e o rio Uxpanapa. Entre os lagos, mais importantes estão: Lago Catemaco de 12 km de comprimento e 11 km de largura, com as suas sete ilhas, o Lago La Encantada, e La Cansada. Entre as lagoas existentes: de Tamiahua, a maior dos do estado mede 96 km de comprimento por 22 km de largura, a menor lagoa possui 800 metros.

### Clima
O estado de Veracruz fica localizado nos trópicos, o clima é quente ao longo da costa, mas devido ao relevo do solo, pode ser variado e algumas localidades tem climas diferentes. Em geral, podemos dizer que o estado de Veracruz tem os climas seguintes:
- Climas quentes e sub-úmidos: Cobrindo uma área maior, aproximadamente 80% do território de Veracruz, é distribuídos no Golfo, do Norte e do Sul, nas planícies costeiras do Golfo, com uma altitude máxima de 1000 metros. Aqui a temperatura média anual é de 22 °C a 26 °C. E a precipitação total anual varia de 2000 a pouco mais de 3500 milímetros.[8]
- Clima úmido semiquente: Em locais com altitude média de 1000 – 1600 m, suas características físicas favorecem o desenvolvimento de climas úmidos semiquentes, tais como as de topo dos vulcões Tuxtlecos. A precipitação total anual nestas regiões varia de 2000 a mais de 2500 mm. Ea temperatura média varia de 18 °C a 22 °C.
- Clima temperado: São registrados em áreas com altitudes entre 1.600 e 2.800 metros, suas variantes diferem um curto horizontal de umidade, intensidade e precipitação sob a influência que é sentida nas montanhas. A temperatura média anual de 12 °C a 18 °C. e total de precipitação anual de 500 a 2500 mm.
- Clima semifrio e frio: O clima semi-frio úmido com chuvas no verão, se distribuem entre os 2800 e 3800 mm, no Cofre de Perote e no Pico de Orizaba, respectivamente. A temperatura média e a precipitação total anual flutua de 5 °C a 12 °C. e de 600 a 1200 mm., respectivamente.
- Clima semisseco: A presença de áreas com clima semisseco-temperado, com chuvas no verão, e nos arredores da cidade de Perote, e a oeste de Huasteca, obedece ao obstáculo que formam as elevações do Eixo Neovulcânico e a Sierra Madre Oriental, das quais não permitem a chegada dos ventos úmidos com igual densidade, provocando com isso uma precipitação total anual entre 400 à 500 mm. e sua temperatura média anual de 14 °C.[9]

| Dados climatológicos para Veracruz de Ignacio del la Llave | Dados climatológicos para Veracruz de Ignacio del la Llave | Dados climatológicos para Veracruz de Ignacio del la Llave | Dados climatológicos para Veracruz de Ignacio del la Llave | Dados climatológicos para Veracruz de Ignacio del la Llave | Dados climatológicos para Veracruz de Ignacio del la Llave | Dados climatológicos para Veracruz de Ignacio del la Llave | Dados climatológicos para Veracruz de Ignacio del la Llave | Dados climatológicos para Veracruz de Ignacio del la Llave | Dados climatológicos para Veracruz de Ignacio del la Llave | Dados climatológicos para Veracruz de Ignacio del la Llave | Dados climatológicos para Veracruz de Ignacio del la Llave | Dados climatológicos para Veracruz de Ignacio del la Llave | Dados climatológicos para Veracruz de Ignacio del la Llave |
| Mês                                                        | Jan                                                        | Fev                                                        | Mar                                                        | Abr                                                        | Mai                                                        | Jun                                                        | Jul                                                        | Ago                                                        | Set                                                        | Out                                                        | Nov                                                        | Dez                                                        | Ano                                                        |
| ---------------------------------------------------------- | ---------------------------------------------------------- | ---------------------------------------------------------- | ---------------------------------------------------------- | ---------------------------------------------------------- | ---------------------------------------------------------- | ---------------------------------------------------------- | ---------------------------------------------------------- | ---------------------------------------------------------- | ---------------------------------------------------------- | ---------------------------------------------------------- | ---------------------------------------------------------- | ---------------------------------------------------------- | ---------------------------------------------------------- |
| Temperatura máxima média (°C)                              | 24                                                         | 25                                                         | 28                                                         | 31                                                         | 32                                                         | 31                                                         | 30                                                         | 30                                                         | 29                                                         | 28                                                         | 26                                                         | 24                                                         | 28                                                         |
| Temperatura mínima média (°C)                              | 13                                                         | 14                                                         | 16                                                         | 18                                                         | 20                                                         | 20                                                         | 19                                                         | 19                                                         | 19                                                         | 18                                                         | 16                                                         | 14                                                         | 17                                                         |
| Precipitação (mm)                                          | 48                                                         | 39                                                         | 33                                                         | 42                                                         | 79                                                         | 232                                                        | 266                                                        | 240                                                        | 294                                                        | 172                                                        | 90                                                         | 63                                                         | 1 603,7                                                    |
| Fonte: 27/07/2012                                          |                                                            |                                                            |                                                            |                                                            |                                                            |                                                            |                                                            |                                                            |                                                            |                                                            |                                                            |                                                            |                                                            |

## Ecossistemas

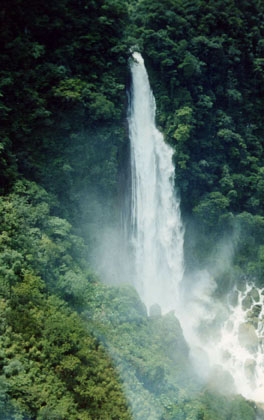
Cachoeira Atlahuitzia em Zongolica

Dentro dos diversos tipos de vegetação que se desenvolvem no estado, em ordem decrescente de abundância são: a floresta tropical, de folhas decídua ou caducifóliacaduca, florestas montanhosas, florestas de pinheiros, carvalhos, junco, palmeiral, manguesais, selva, a vegetação próxima as dunas costeiras, e arbustos. O estado de Veracruz tem 31 áreas naturais protegidas, em 21 municípios, distribuídos por 9 parques urbanos, dos quais 5 estão localizados na cidade de Jalapa, 3 parques nacionais localizados em Orizaba, Perote e Río Blanco que estão no parque nacional do “Pico de Orizaba”, que inclui os municípios de Calcahualco, Coscomatepec, Ixhuatlancillo, Mariano Escobedo, La Perla e Orizaba, que têm  um dos ecossistemas florestais de pinheiros, abetos, carvalhos, amieiros e paramos muito elevados com uma superfície de 19.750 hectares. O parque nacional de “Cofre de Perote”, localizado sobre os municípios de Ayahualulco, Perote e Xico, esta área é também protegida e é conhecida como “San José de los Molinos”.
Localizados na planície costeira do Golfo do México, se integram cerca de 300 cones vulcânicos de composição basáltica, e entre os quais se desta o vulcão de San Martín a 1.680 m de altitude e o vulcão de Santa Marta com 1.720 m de altitude. A região abriga grande biodiversidade devido à sua posição geográfica no meio da planície costeira, e sua proximidade com o mar, a altitude, a topografia, a sequência de faixas climáticas e da vegetação, da posição com ventos úmidos do Golfo do México, o que dá uma grande variedade de solo e clima, condições que incentivem a diversidade de espécies e habitats, de costa, lago, ribeirinhos, de tão baixo como a floresta de planície e as montanhas. De grande importância é a Reserva da Biosfera de Los Tuxtlas, que se estende entre os municípios de Angel R. Cabada, Santiago Tuxtla, San Andres Tuxtla, Catemaco, Soteapan, Mecayapan, Pajapan e Tatahuicapan.

### Fauna e Flora

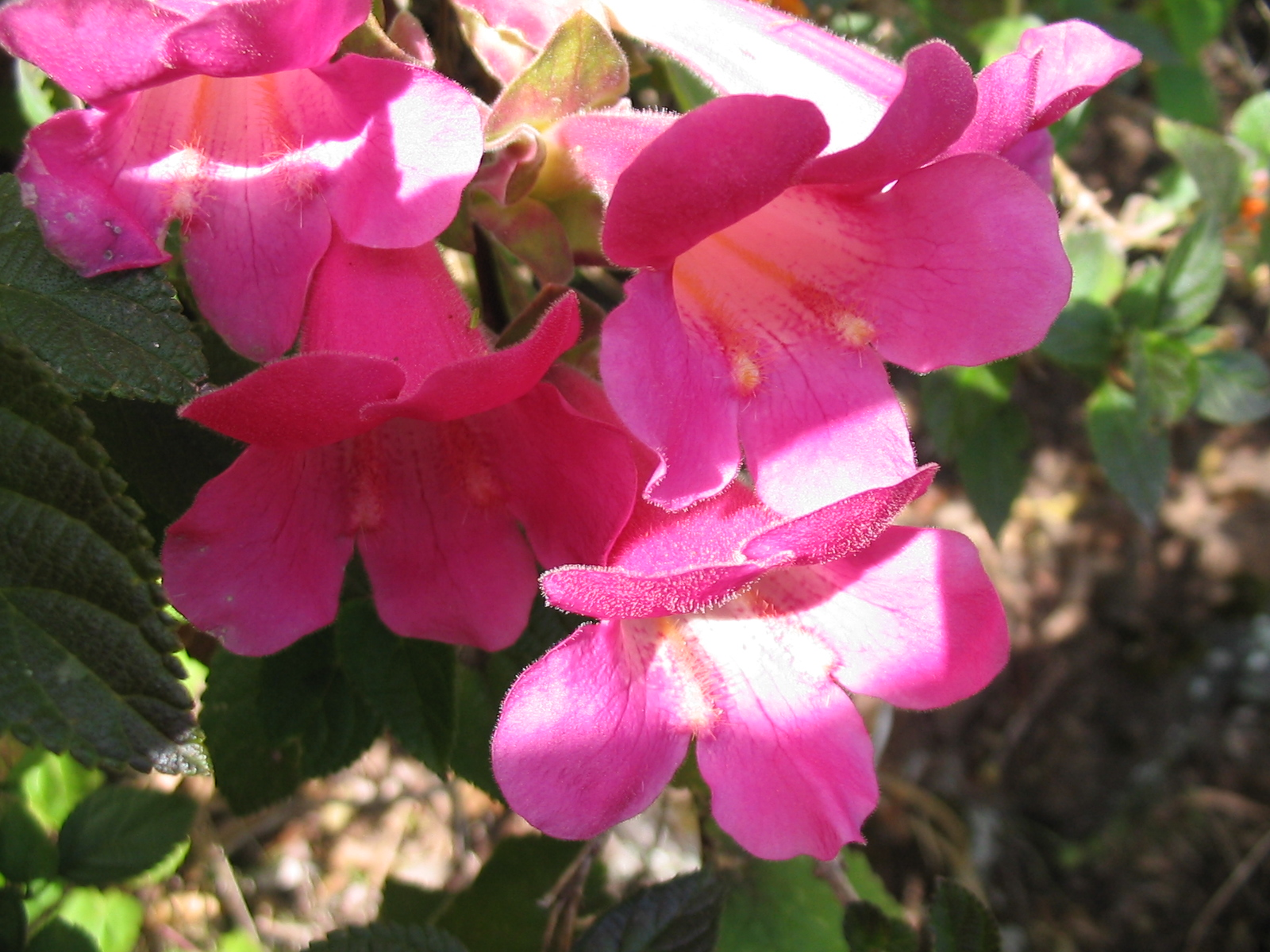
Lophospermum erubescens, flor originária das zonas de média altitude do México, conhecida pelo nome comum de Asarina.

Quanto a fauna e flora do estado, a Reserva da Biosfera, são florestas ricas em espécies de organismos, apresentando tanto os de afinidade tropical como a afinidade boreal. É um dos estados no México, com conexão de diferentes tipos de matas e florestas, da costa para o topo dos vulcões. Têm sido descritos para a região em torno de 2.368 espécies de plantas vasculares pertencentes a  143 e 607 géneros de famílias. Nesta região, há 18 das 41 espécies de árvores com mais de 18 metros de altura encontrada nas florestas da encosta do Golfo e do Caribe. Aproximadamente 75% das espécies de plantas são partilhadas com a América Central, mas existem cerca de 30 espécies no processo de ser descritas como novas para as entidades de ciência.
Algumas espécies conhecidas apenas na área de Los Tuxtlas são: Inga sinacae, Ficus, Piper, Eupatorium, Solanum, Inga, Alchornea, Coccoloba, Laguncularia,  Pinus, Protium, Quercus, Selaginella e Smilax. As famílias estão em maior número nesta área são: Gramínea, Solanaceae, Piperaceae, Araceae, e Lophospermum erubescens.
Na fauna de Los Tuxtlas tem sido relatadas 102 espécies de mamiferos, 49 espécies de anfíbios, 109 répteis, 561 espécies de aves, 437 espécies de peixes nas margens da Serra de los Tuxtlas, 359 espécies de Lepidoptera, 133 e 530 espécies de Odonata Papilionoideos. Algumas espécies ameaçadas de extinção, como o jaguar, o macaco-aranha, bugio, lontra, o tamanduá-bandeira, o macaco-boi da noite, a jaguatirica, o gambá água, etc. O sistema de arrecifes veracruzano, que é considerado como um parque nacional e se estabelece nos territórios dos municípios de Veracruz, Boca del Río e Alvarado, esses ecossistemas são recifes de corais,  algas marinhas, e vegetação halófita, possui uma área de 52,239 hectares. É composto de 17 recifes, dos quais 11 estão localizados em Anton Lizardo, e os restantes para o Porto de Veracruz, é limitada ao norte pelo sistema de recifes ao norte de Veracruz, em frente à Lagoa Tamiahua e leste pelo sistema de arrecifes de Campeche e Yucatán.

## Economia
O estado de Veracruz contribui com um Produto Interno Bruto de 4,7% do total da economia mexicana, ocupando o 6º lugar entre os estados da federação. Os setores mais relevante são a indústria, energia, turismo, comercio e agronegócios. O estado abriga zonas econômicas desenvolvidas principalmente durante o auge do modelo de substituição de importações, tanto no setor agrícola como no industrial (extrativo e manufatura). No centro costeiro do estado se localiza o Porto de Veracruz, além de uma importante área de atração turística, é a porta de entrada e saída de mais de 70% do comércio exterior do país, e as principais zonas de indústria manufaturadas em  Córdoba e Orizaba, assim como os serviços educativos, político e administrativos do estado a capital Xalapa.

### Agricultura
O setor primário, conta com as boas características da geografia, e da fertilidade do solo de Veracruz, que condicionaram o padrão de desenvolvimento deste setor. Em grande parte do território de Veracruz se pode semear uma rica variedade de culturas, com relativa facilidade. Que abriu uma vasta gama de produtos. O potencial agrícola de Veracruz, chega à 1 milhão de hectares colhidos, que se mantem em primeiro lugar no volume de produção agrícola nos últimos 28 anos. O território de Veracruz prevalece o tipo de propriedade da terra de pequenos proprietários, como o sistema de posse da terra, 50% são consideradas pequenas propriedades rurais e 43% em propriedades municipais, o resto são colônias e comunidades. Um dos aspectos envolvidos na agricultura, é enfatizar que Veracruz tem 3.620 subúrbios, o que torna este estado ser considerado como o maior número de bairros.
Na agricultura de Veracruz são quase meio milhão de unidades de produção, que são baseados em 60 mil quilômetros quadrados, distribuídos da seguinte forma: para o trabalho, 52,5% das pastagens e pastagens naturais, 43,1% de floresta, 2,9% selva, e 1,5% sem vegetação. No estado os cultivos de maior importância são: milho com 644 mil 936 hectares, e uma produção de 1 milhão 114 mil 325 toneladas, a cana-de-açúcar com 254,000 hectares cultivados e volume de 16.867,958 toneladas, correspondente à 40% do total nacional, os 22 engenhos de açucar da entidade obtem 1.857,000 toneladas de açucar.
O volume de citricultura e diversidade de Veracruz é o mais importante nacionalmente, e é responsável por 50% da produção em uma área de 180.577 hectares, com uma produção de 2.575,140 toneladas anuais. Repartidos da seguinte forma: 1,984.907 toneladas de laranjas, 150.810 toneladas de tangerinas, cerca de 253,539 toneladas de limão, mais de 36.281 toneladas de uva. Os produtores envolvidos nessa atividade somam 54.000 ou 90% da área de citricos, e está localizado na região norte e central do estado. Veracruz é o principal produtor de limão persa a nível mundial, cuja produção é exportada para mercados como Estados Unidos, Canadá, Europa e Japão.
Outro importante cultivo do estado é o café,Veracruz tem uma área de 152.993 hectares estabelecida em 80 municípios, que gera um volume de produção de 400.575 toneladas de grãos de café cereja. Esta produção é exportada e chega à 1.700,000 de sacas, no valor de $232 milhões de dólares, um valor excedido em 5% ao obtido em 1996. A esta atividade se dedicam aproximadamente 75,570 produtores rurais. A produção de manga do estado, ocupa o primeiro lugar nacional com uma área de 31.640 hectares e estabeleceu uma produção de 287.000 toneladas, 85% desta área é a variedade Manila, que pela sua qualidade tem uma preferência no México. O arroz, também ocupa o primeiro lugar na produção nacional com 120,000 toneladas, e uma superfície de 24,000 hectares..

### Agropecuária
O agronegócio é uma atividade no estado preponderantemente extensiva, e se encontra distribuída em todo o território estadual, a proporção de bovinos em confinamento é baixa. Mais de 300 mil unidades de pecuária são praticada em pequenas propriedades. Em 1995, ascendeu a 4 milhões de cabeças de gado. Na produção de carne bovina, o estado de Veracruz ocupa o primeiro lugar nacional, a entidade aporta 14% do total da produção nacional. No estado a produção de se encontra dividida da seguinte forma: 4032975 bovinos de corte, 103401 de bovinos para produção de leite, 1071287 porcos, 18473201 aves, 122596 cabras, 101493 perus e 147000 colmeias.

### Pesca
No estado de estado de Veracruz, é possível encontrar um grande volume na produção pesqueira, graças a sua extensa faixa litorânea, algo que o coloca no quinto lugar nacional, para 2011 a produção neste setor alcançou um volume de cerca de 152 mil toneladas: 42 toneladas correspondentes a aquicultura, sendo este ramo o que ocupa o primeiro lugar nacional, se destaca o cultivo de diversos tipos de peixes, a trutas, ostras e o camarão. As espécies de maior relevância de cultivo no estado se encontram da seguinte forma: a tilapia com 17,206 toneladas, ostra com 11,607 toneladas, camarão com 1,378 toneladas, cação com 1,262 toneladas, robalo com 948 toneladas, atum com 758 toneladas.

### Silvicultura
O volume de produtos maderáveis explorados, supera 128,254 m3. As  principais espécies exploradas são as: o pinheiro com 100,225 m³, o abeto com 159 m³, o cipreste com 650 m³, o carvalho com 8,146 m³, as madeiras preciosas como cedro e mogno 10,041 m³. O setor silvicultura corresponde apenas 0.3% do PIB estatal. Cerca de 20% da superfície estadual é composto de forestal: mais de 220 mil hectares são de floresta temperada, e 1 milhão 200 mil hectares de selvas.
Nas florestas temperadas predomina o carvalho, com 33%; o pinheiro abeto com 9%; e outros tipos entre as espécies que se destacam são as diversas pinaceae. Em relação aos produtos florestais não madeiráveis, o valor da produção em Veracruz é superior ao valor da produção madeirável, com importantes produtos tais como: a palmeira, samambaia, fungo branco e a pimenta.

### Indústria

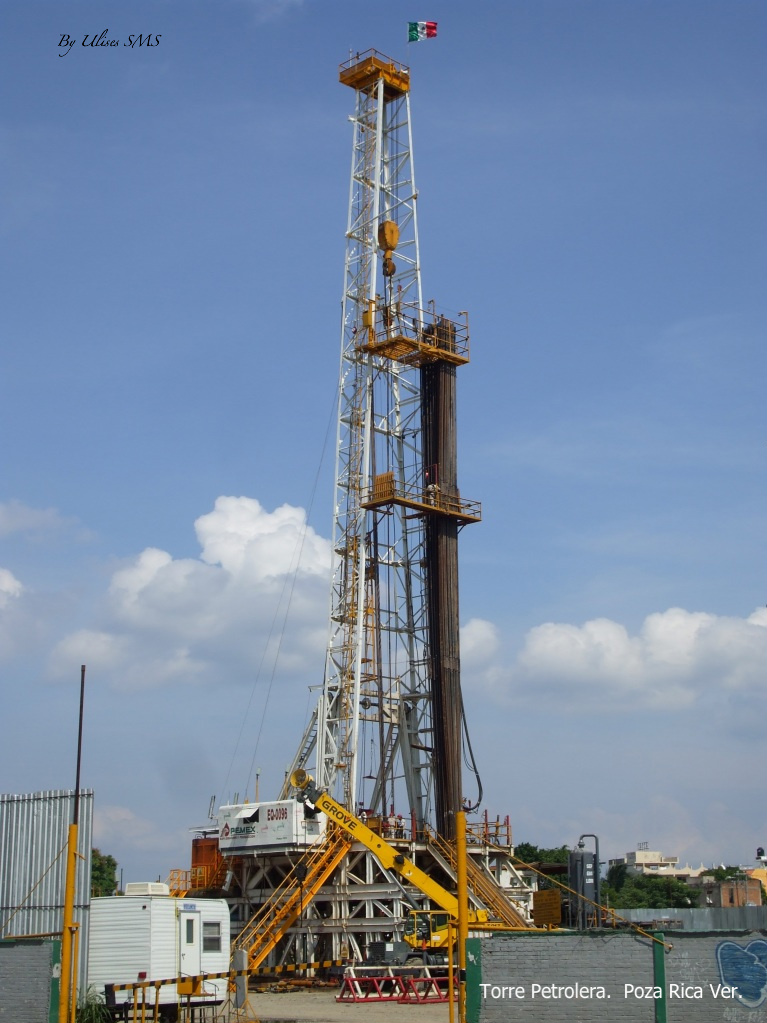
Torre petrolífera em Poza Rica.

O setor secundário é representado no estado de Veracruz pela indústria extrativa, pela indústria transformadora, agroindústria, petroquímica, metais primários, eletricidade, gás, água, construção, tanto por micro com 86.2%, pequenas 10.2%, médias 1.5% e grandes empresas 1.7%. Veracruz conta com mais ou menos, 200 empresas altamente exportadoras (ALTEX), ocupando o sexto lugar na classificação nacional, que é uma manifestação do potencial do estado. Um total de três quartos da produção industrial é gerada por alimento, tabaco e bebida no estado, produtos químicos e processamento de hidrocarbonetos, e um terço dos trabalhadores estão ligados com as indústrias metalúrgicas, de celulose, minerais não metálicos, têxteis e outros.

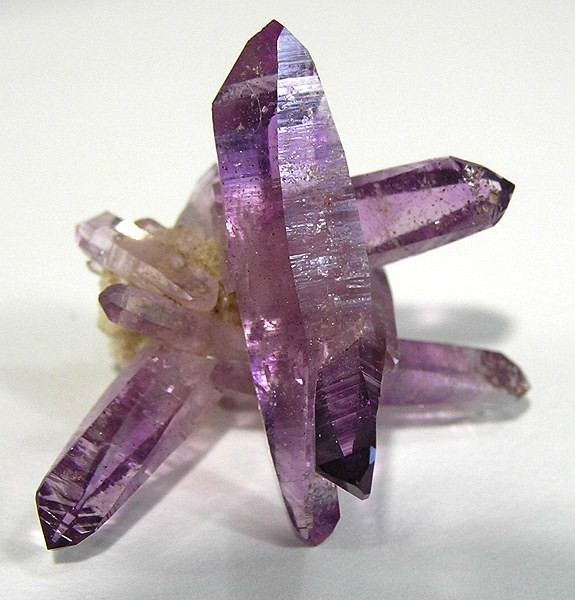
Quartzo rosa extraido de mineradora no município Las Vigas de Ramírez.

A atividade industrial se concentram nos municípios de Coatzacoalcos, Minatitlán, Cosoleacaque, Poza Rica, Córdoba, Orizaba, Tuxpan e Veracruz, com mais de 5 mil estabelecimentos que empregam 53% da mão de obra. No restante do estado são localizados os 10 mil 592 estabelecimientos restantes, que empregam 47% da mão de obra. O estado de Veracruz, conta com cinco parques industriais: Bruno Pagliai, Ixtac, e Petroquímico Morelos, e os parques privados Córdoba – Amatlán, e Parque 2000 no Porto de Veracruz.
Os produtos manufaturados, representam aproximadamente pouco menos de um terço do PIB veracruzano. A indústria manufatureira sofreu um declínio na produção de 27% em 1988 a 22% a meados daquela década, principalmente nos ramos da agroindustria e têxtil, embora a indústria da construção obteve um aumento de sua participação de 3.8% a 5.7% em grande parte por conta do desenvolvimento de obras públicas. A presença da indústria textil em Veracruz, e os investimentos destes no campo da fabricação de vestuário teve um boom relativo, algumas considerações e o investimento de capital baixo, um mercado de seguros estrangeiros, a disponibilidade da mão de obra.
A mineração no estado possui depósitos de metálicos e não metálicos, entre os minerais extraídos para beneficiamento, tais como cobre, ferro, carvão, grafite, minério de ferro, minerais não-ferrosos metálicos, e minerais não-metálicos como sílica, calcário, potássio, dolomita, caulino e poços de areia, cascalho e argila. Estes produtos têm aumentado sua participação três vezes mais produção mineira, sendo responsável por 56,7% do estado.
O volume de produção anual de petróleo bruto é de 39.310,000 de barris, também a produção de gás natural é de 109.870,000,000 metros cúbicos. Potencialmente Veracruz ocupa o primeiro lugar na extração de sílica e caulim, a segunda em sal comestível e industrial, em terceiro lugar com enxofre e feldspato, e quinto na areia e brita para construção. O ramo petroquímico contribuiu para a produção de produtos manufaturados com 28,1%, a segunda maior depois de comida e bebida, o que corresponde a cerca de metade dos petroquímicos básicos, que ocupa o primeiro lugar de produção nacional. o setor conta com 22 áreas de extração, sendo as mais importantes em Cangrejera, Morelos, Poza Rica, Cosoleacaque, Pajaritos e a refinaria de Minatitlán. O setor de eletricidade, gás e água cresceu cinco vezes, aumentando a sua capacidade na última década, com uma participação de 7,6% da produção nacional. Quanto à geração de eletricidade são 6 usinas hidrelétricas, três termoelétricas, e uma usina nuclear conhecida como Laguna Verde.
Veracruz tem três dos mais importantes portos do México, estrategicamente localizados no norte, centro e sul do estado. Juntos, esses três portas operam a 28,48% de carga contentorizada do país, 40% do total nacional de contêineres. Nestes três portos, o volume de carga anual de importações e exportações, excluindo os produtos petrolíferos para 2000 era em torno dos 24,9 milhões de toneladas. Por sua localização estratégica na bacia do Golfo do México, Veracruz oferece fácil acesso às rotas comerciais marítimas da Europa e nos Estados Unidos.

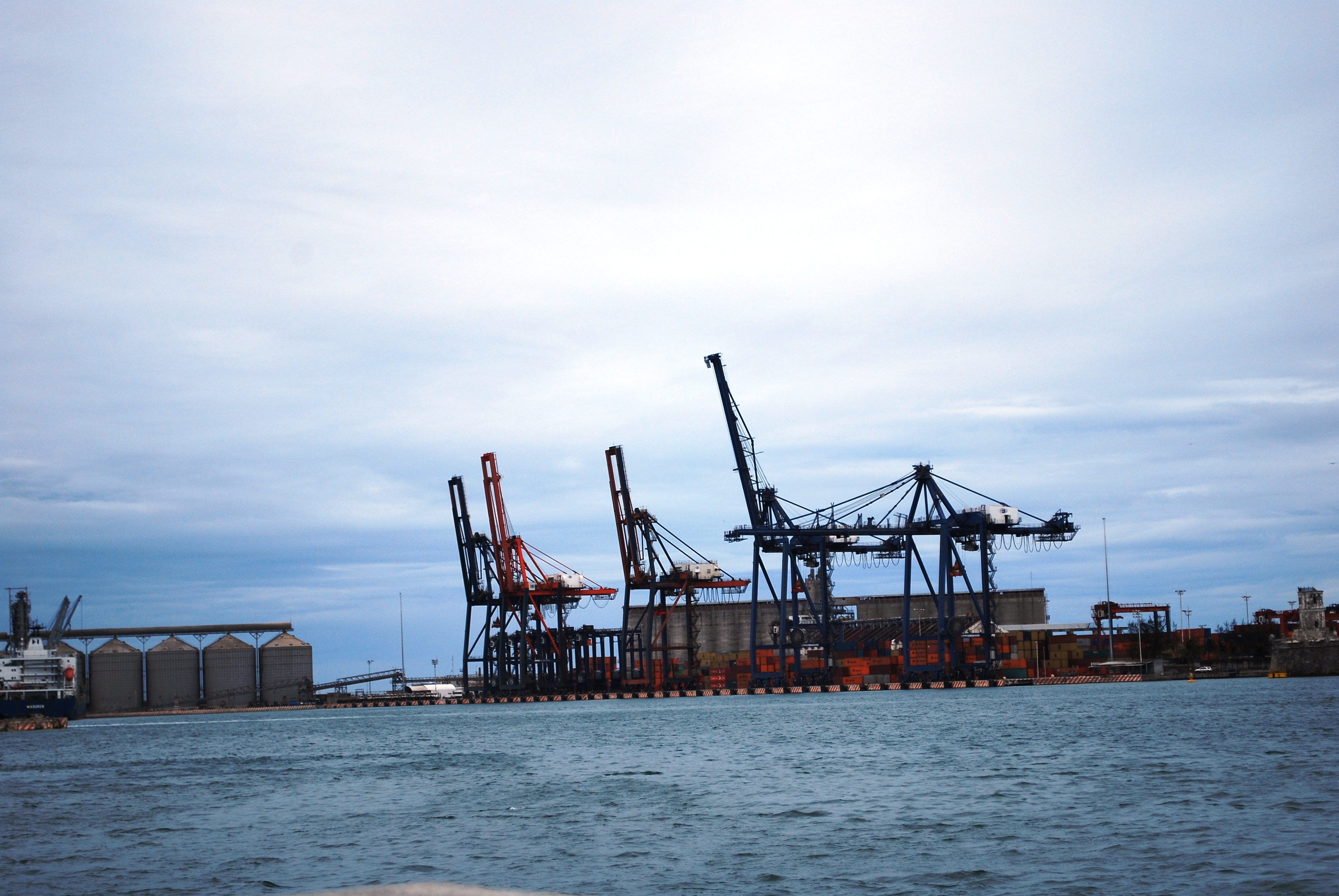
Guindastes no Porto de Veracruz.

O Porto de Veracruz representa 22,74% de acordo com informações do movimento de carga movimentada em nível nacional, colocando-o como o primeiro porto comercial do país. O principal tipo de carga contentorizada é bem como cargas a granel, carga geral e fluidos e tubos de aço, automóveis e autopeças, para os quais 40,447 hectares foram destinados à recepção e armazenamento de mercadorias. De Veracruz se pode chegar à Cidade do México por rodovia ou ferrovia.
O Porto de Tuxpan é o mais próximo à Cidade do México, e graças a rodovia de quatro pistas novas, o que mostra um progresso significativo na sua construção, excelentes condições, juntamente com região norte industrial do estado, para o desenvolvimento principalmente da exportação.
O Porto de Coatzacoalcos tem a infra-estrutura necessária para a manipulação de produtos da indústria petrolífera, cargas a granel, sólidos, líquidos, contêineres e tambores. Pela via férrea, as cargas são transportadas podendo chegar ao Porto de Salina Cruz no estado de Oaxaca, através do istmo de Tehuantepec chegando ao Oceano Pacífico, assim obtendo acesso aos mercados asiáticos.